# Vitacura
Vitacura este un oraș cu 81.499 locuitori (2002) din regiunea Metropolitană Santiago, Chile.